# إليزابيث فريزر
إليزابيث فريزر (بالإنجليزية: Elisabeth Fraser)‏ هي ممثلة أمريكية، ولدت في 8 يناير 1920 ببروكلين في الولايات المتحدة، وتوفيت في 5 مايو 2005 في الولايات المتحدة.

## أعمال

### أفلام
- (1941) قدم واحدة في الجنة[5][6]
- (1951) موت بائع متجول
- (1958) نفق الحب
- (1967) الخريج[7][8]

## وصلات خارجية
- إليزابيث فريزر على موقع IMDb (الإنجليزية)
- إليزابيث فريزر على موقع ألو سيني (الفرنسية)
- إليزابيث فريزر على موقع تيرنر كلاسيك موفيز (الإنجليزية)
- إليزابيث فريزر على موقع أول موفي (الإنجليزية)
- إليزابيث فريزر على موقع قاعدة بيانات برودواي على الإنترنت (الإنجليزية)
- إليزابيث فريزر على موقع قاعدة بيانات الأفلام السويدية (السويدية)
- إليزابيث فريزر على موقع قاعدة بيانات الفيلم (الإنجليزية)
- إليزابيث فريزر على موقع كينوبويسك (الروسية)